# 電気化学

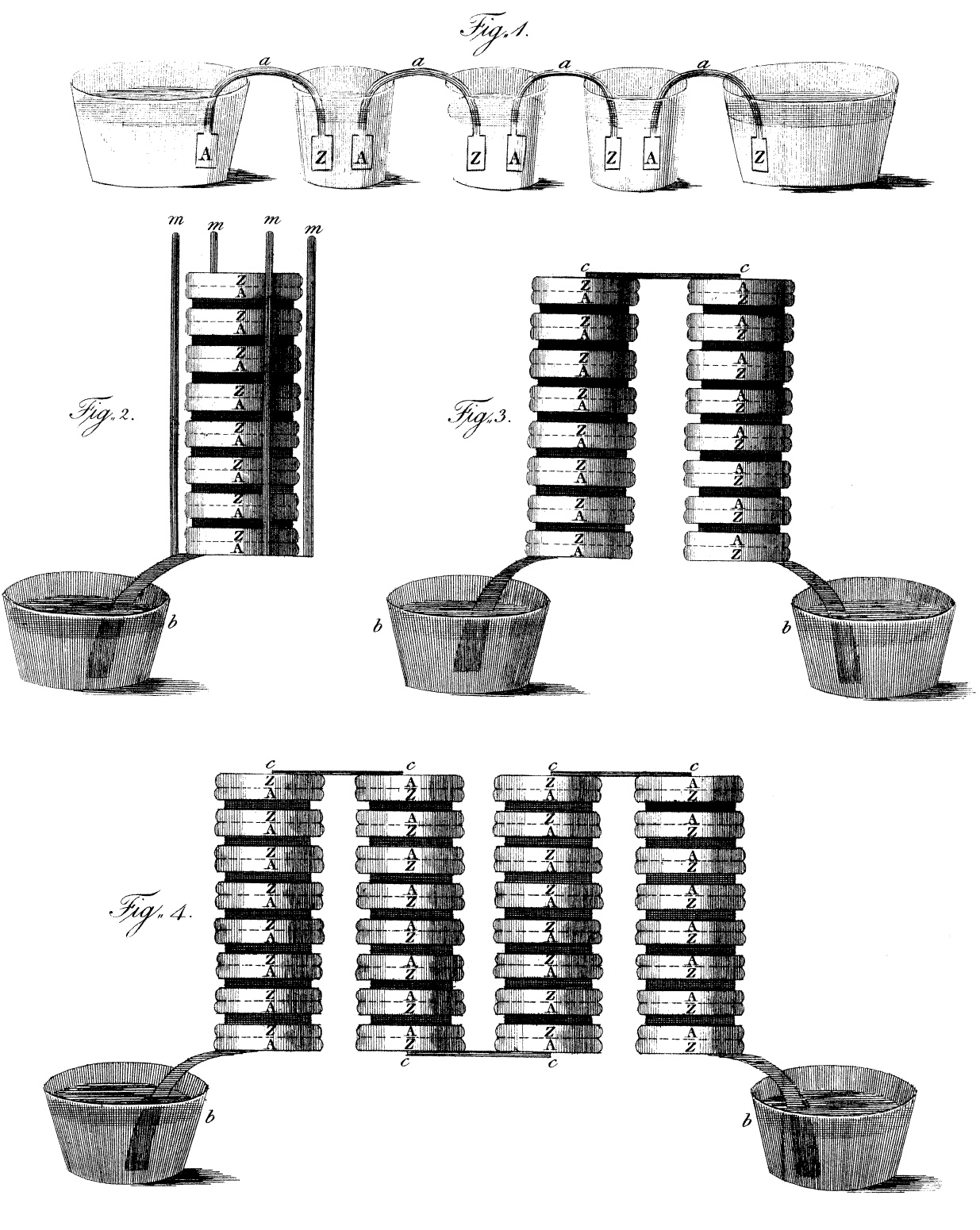
アレッサンドロ・ボルタによって16世紀末に発明されたボルタ電池。

電気化学（でんきかがく、英: electrochemistry）は、物質間の電子の授受と、それに付随する諸現象を扱う化学の分野である。物理化学、分析化学、化学工業などとの繋がりが深い。

## 歴史
電気化学の歴史は1781年にイタリア人化学者のルイージ・ガルヴァーニがカエルの脚（筋肉組織）に対する電気刺激の実験中に「動物電気 (animal electricity)」を発見したところから始まる（ガルヴァーニ電気）。電気自体はそれ以前に存在が認識されていたが、電気が化学に関連している可能性を示唆したのは彼の発見である。しかしながら彼は電気がカエルの筋肉に蓄えられており、それが金属に接触して電気が流れたと考えていた（生体自体に発電の仕組みがあると考え、ゆえに動物電気と名付けた）。現在における化学の観点で電気発生のメカニズムを発見したのは同じくイタリア人化学者のアレッサンドロ・ボルタの功績である。1799年、彼はガルヴァーニの実験を基にして史上初の化学電池（ガルバニ電池）であるボルタ電池を発明し、電気がイオン化傾向の異なる二つの電極と電解質からなる電池によって生まれることを示した。また、その翌々年にはウィリアム・ニコルソンとアンソニー・カーライルが水が電気分解されることを発見した。
電気化学反応が電極の酸化還元の傾向や電解質に関連していることはその後の研究で明らかとなり、数多くの電池が開発された。その中でマイケル・ファラデーにより、ファラデーの電気分解の法則が発見される。この発見で物質量は電気量と密接な関係を持つことが明らかとなり、化学反応の理解に大きな寄与を果たした。
19世紀末には、熱力学の発展が電気化学に大きな影響を及ぼした。ヴァルター・ネルンストによるネルンストの式の提唱である。これによって電気化学反応は一般の化学反応と同等に扱うことが出来るようになった。電位がギブズエネルギーを電気量で割ったものであることを示したこの式は、電位差が電気化学反応を推し進める原動力であり、電位差がなければ電気化学反応が起こらないという事実の理論的な裏づけとなったのである。

## 各論
電気化学では、電解質溶液の性質・電極反応の速度、界面での電気化学的現象などを扱う。これらの現象は1929年にエドワード・グッゲンハイムが提唱した電気化学ポテンシャルを基礎として、相互に関与しあった複雑な理論体系を築いている。
電解質溶液論
電解質溶液の研究は1883年のアレニウスの電離説に始まり、コールラウシュの法則、オストワルドの希釈律、デバイ・ヒュッケルの理論、オンサーガーの理論などに基づき、溶液の電気伝導について議論する。溶液化学との関連が強い。
電極反応論
電極表面での反応は、電極から物質への電子移動過程と、反応に関わる物質の拡散過程に分けて考えられる。電子移動過程の反応速度理論は1889年に発表されたアレニウスの式とネルンストの式を出発点とするバトラー・ボルマー式を基本として、その発展系であるターフェルの式やマーカス理論によって議論される。拡散過程はフィックの法則で取り扱われる。
界面現象
電気化学では、電極と溶液の界面、あるいは溶液同士の界面などでの界面化学現象も取り扱う。電極と溶液の界面には電荷分離が起こり、電気二重層が形成される。溶液間の界面にはイオン移動度の差に由来する液間電位が発生し、ネルンスト・プランクの式、ゴールドマンの式、ヘンダーソンの式により定量的な取扱いがされる。

## 応用
- 電池
電気化学はボルタ電池の発明により興った学問領域であり、今日でも電池の研究は電気化学の主流となっている。一次電池や二次電池の他、燃料電池や太陽電池など、電気・光・化学エネルギー間の相互変換も電気化学で取り扱う領域である。
- 腐食とめっき
腐食は金属表面で自発的に進行する酸化還元反応であり、反対にめっきは電気化学的に金属を析出させる技術である。どちらも工業的に重要な技術領域であり、古くから電気化学的な研究が行われている。
- 精錬
アルミニウムや銅などの金属は、電気分解を利用した電解精錬で製造されている。
- エレクトロニクス
エレクトロニクスで用いられる電解コンデンサ、液晶ディスプレイ、有機EL素子、センサーなどの動作は、電気化学的な現象が深く関与している。

## 電気化学測定
化学物質の性質を電気的に計測する方法を電気化学測定といい、化学物質の濃度や種類、電極上での酸化還元反応の詳細な機構などについての情報が得られる。電極電位を制御するポテンシオスタットや、電流を制御するガルバノスタットが用いられる。
最も基本的なものは溶液の電極電位を測定する電位差滴定（ポテンシオメトリー）であり、ガラス電極の電極電位から水素イオン濃度 (pH) を測定するpHメーターなど、様々なセンサーに応用されている。
その他、代表的な測定方法としては、電圧変化に対する電流応答を測定するボルタンメトリー、一定電圧に対して電流の時間変化を測定するクロノアンペロメトリーやクロノクーロメトリー、交流電源の周波数変化に対するインピーダンスを測定する交流インピーダンス法などがある。

## 光電気化学
光を照射される事によって表面に電位差が生じて電気化学反応を起こす。(本多-藤嶋効果)全ての半導体でその現象があり、それによってイオン化したり水溶液を電気分解したりするものもある。実用面では光触媒や色素増感太陽電池等が挙げられ、有用な化学原料の合成も試みられる。